# Syndroom van Fitz-Hugh-Curtis
Het syndroom van Fitz-Hugh-Curtis is een syndroom dat zich onder meer kenmerkt door pijn in de rechterbovenkant van de buik. De oorzaak is een opstijgende infectie vanuit het bekken, meestal een eileiderontsteking. Door verspreiding van de infectie raken het leverkapsel en het diafragma ontstoken. Een veel voorkomende oorzaak is de SOA Chlamydia, veroorzaakt door de bacterie Chlamydia trachomatis. Het komt ook voor bij gonorroe. Bij mannen wordt het erg weinig gezien. 
Er is een acute vorm met veel klachten en een chronische vorm met vagere tot geen klachten. In de buik kunnen bij de chronische vorm de zogenaamde snaarvormige verklevingen ontstaan.
De behandeling is met antibiotica.